# (14163) Johnchapman
(14163) Johnchapman (1998 TY20) – planetoida z pasa głównego asteroid okrążająca Słońce w ciągu 4,89 lat w średniej odległości 2,88 j.a. Odkryta 13 października 1998 roku.